# 버진 제도

버진아일랜드의 정치적 지역

버진 제도(Virgin Islands)는 카리브해 서인도 제도의 리워드 제도에 속해 있는 160여개의 화산 섬과 암초 로 이루어진 제도이다. 푸에르토리코의 동쪽, 소앤틸리스 제도의 가장 서쪽에 위치하며, 영국령 버진아일랜드와 미국령 버진아일랜드로 나뉜다.
영국령 버진아일랜드는 영국의 해외 영토로, 토르톨라, 버진고다, 조스트 반다이크, 애너가다로 구성되어 있다. 미국령 버진아일랜드는 아메리칸사모아, 괌, 북마리아나 제도, 푸에르토리코와 함께 5개의 유인 도서 중 하나이다. 세인트크로이, 세인트존, 세인트토머스와 워터 아일랜드로 구성되어 있다. 버진 패시지는 미국령 버진아일랜드와 푸에르토리코의 일부인 스페인령 버진아일랜드의 비에케스섬과 쿨레브라를 나눈다. 미국 달러가 영국령, 미국령 버진아일랜드 모두에서 공식 통화일뿐만 아니라 푸에르토리코 등의 스페인령 버진아일랜드에서도 공식 통화이다.

## 이름
버진아일랜드라는 이름은 콜럼버스가 처음 발견했을 때, 인간에 의해 오염되지 않은 자연 그대로의 모습을 당시 서구에서 널리 숭배하고 있던, 성녀 우르술라와 1만 1천 명의 소녀의 순교 전설과 결부하여 명명한 것이다.

## 개요
버진아일랜드의 서쪽 절반은 50여개의 섬으로 이루어진 미국령이고, 동쪽 절반은 60여개의 섬으로 이루어진 영국령이 되었다. 미국령과 영국령에 각각 사람이 거주하는 3개의 유인도를 제외하고는 대부분 무인도이다. 또한 푸에르토리코에 속하는 인근 비에케스와 쿨레브라섬 등의 섬은 지리적으로도 미국령 버진아일랜드에 가까이 있는 것들을 스페인령 버진아일랜드라고도 한다.

### 미국령 버진아일랜드
미국령 버진아일랜드는 50여개를 여러 개의 섬으로 대부분이 무인도이며, 많은 사람들이 살고 있는 것은 수도가 위치한 세인트토머스섬의 75% 이상이 국립공원인 세인트존섬, 가장 큰 섬인 세인트크로이섬이다. 1600년대부터 덴마크에 지배 하에 있었던 덴마크령 서인도 제도였지만, 1917년 미국에 2500만 달러에 판매한 이후 미국령 버진아일랜드가 되었다.

### 영국령 버진아일랜드
영국령 버진 제도의 주요 섬은 토르톨라섬 및 버진 고다로 수도는 토르톨라의 로드 타운이다. 리처드 브랜슨이 소유한 네카섬도 여기에 있고 세일링, 스쿠버 다이빙 등을 즐길 수 있다.

## 주요 섬들
| 순위 | 섬             | 면적 (km) | 면적 (sq mi) | 인구 (2010) | 행정구역            |
| ---- | -------------- | --------- | ------------ | ----------- | ------------------- |
| 1    | 세인트크로이섬 | 214 km2   | 82 sq mi     | 50,601      | 미국령 버진아일랜드 |
| 2    | 비에케스섬     | 135 km2   | 52 sq mi     | 9,301       | 푸에르토리코        |
| 3    | 세인트토머스섬 | 80.91 km2 | 31.23 sq mi  | 51,634      | 미국령 버진아일랜드 |
| 4    | 토르톨라       | 55.7 km2  | 21.5 sq mi   | 23,908      | 영국령 버진아일랜드 |
| 5    | 세인트존섬     | 51 km2    | 19.6 sq mi   | 4,170       | 미국령 버진아일랜드 |
| 6    | 애너가다       | 38 km2    | 15 sq mi     | 200         | 영국령 버진아일랜드 |
| 7    | 쿨레브라       | 30.1 km2  | 11 sq mi     | 1,818       | 푸에르토리코        |
| 8    | 버진고다       | 21 km2    | 8 sq mi      | 3,000       | 영국령 버진아일랜드 |
| 9    | 요스트밴다이크 | 8 km2     | 3 sq mi      | 297         | 영국령 버진아일랜드 |